# یان و. اسپیرگر
یان و. اسپیرگر (چکی: Jan W. Speerger؛ ۲۹ آوریل ۱۸۹۶ – ۲۵ ژوئن ۱۹۵۰) بازیگر، کارگردان فیلم اهل چکسلواکی بود. او در بسیاری از فیلم‌های چک در نیمه اول قرن بیستم ظاهر شد.
از فیلم‌هایی که وی در آن نقش داشته‌است، می‌توان به مردان بدون بال، قصه‌های چاپک، مسیحی، آزمایش، بازرس، فانوس، خواهر آنجلیکا و گردان اشاره کرد.